# فیونا ریچموند
فیونا ریچموند (انگلیسی: Fiona Richmond؛ زاده ۲ مارس ۱۹۴۵) یک مانکن اهل انگلستان است.